# Phil Taylor (fléchettes)
Philip Douglas Taylor dit Phil Taylor, né le 13 août 1960, est un joueur professionnel anglais de fléchettes, surnommé The Power. Il est considéré comme le plus grand joueur de tous les temps. Il détient le record de 16 victoires aux championnats du monde sur 19 finales, dont 8 d'affilée de 1995 à 2002. 
Il a été nommé deux fois aux Sportifs de l'année par la BBC, en 2006 et en 2010. Il a été le premier joueur de l'histoire à réaliser deux 9 flèches (le minimum pour terminer une partie de 501) au cours d'un même match en 2010 contre James Wade.